# Mylothris trimenia
Trimen's Dotted Border (Mylothris trimenia) là một loài bướm ngày thuộc họ Bướm xanh. Nó được tìm thấy ở Nam Phi, on the wet side of the Winterberg escarpment from the East Cape to the coast. It is also found in KwaZulu-Natal and the Limpopo Province.
Sải cánh dài 45–50 mm. Con trưởng thành bay quanh năm in warmer areas, nhiều nhất vào từ tháng 10 đến tháng 4. In cooler areas it is only on the wing từ tháng 10 đến tháng 4.
Ấu trùng ăn Tapinanthus oleifolius and Tapinanthus kraussianus.

## Hình ảnh

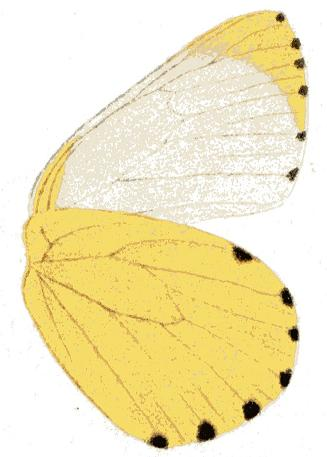
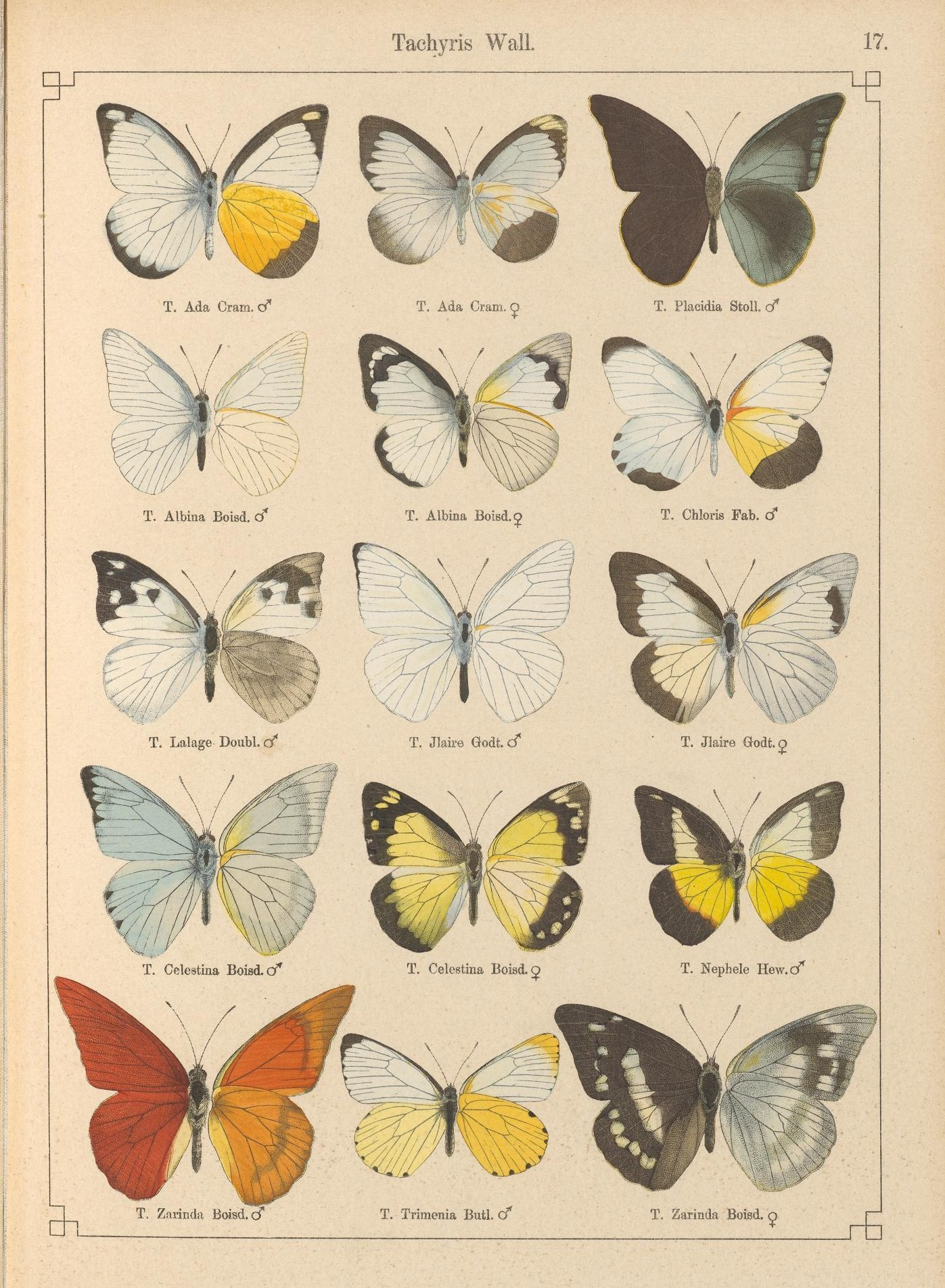